# Cricotopus javanus
Cricotopus javanus är en tvåvingeart som först beskrevs av Jean-Jacques Kieffer 1924.  Cricotopus javanus ingår i släktet Cricotopus och familjen fjädermyggor. Inga underarter finns listade i Catalogue of Life.